# Fernando Peixoto
Fernando Amaral dos Guimarães Peixoto (Porto Alegre, 19 de maio 1937 - São Paulo, 15 de janeiro de 2012), escritor, tradutor, ator e diretor teatral, ligado ao Teatro Oficina de São Paulo, até 1968. Autor de várias obras vinculadas às concepções brechtianas, tendo sido membro do comitê central do Partido Comunista Brasileiro.
Inicia carreira como ator em Porto Alegre, em 1953, trabalhando nesta cidade com artistas importantes que por lá passaram como Ruggero Jacobbi, Gianni Ratto, Flávio Rangel, Ruth Escobar, antes de sua mudança para São Paulo. Entre seus colegas de profissão em Porto Alegre encontram-se pessoas que teriam papel importante na arte brasileira, entre eles Antonio Abujamra, Carlos e Olga Reverbel, Paulo César Pereio, Paulo José e Luis Carlos Maciel. Foi casado com a atriz Ítala Nandi (1961-1969) e depois com a cantora e compositora Ana de Hollanda (1980-1996).

## Biografia

### Porto Alegre
Em 1958, ingressou na primeira turma do curso de Arte Dramática, na Universidade do Rio Grande do Sul, onde foi aluno de Gerd Bornheim, Ângelo Ricci, Guilhermino César e Ruggero Jacobbi.  Peixoto fundou o Teatro Equipe, nos moldes do Teatro de Arena de São Paulo, pois ele “era nosso modelo como postura de um teatro social, político, voltado para a realidade nacional”. Nessa época, já havia estabelecido contatos com Augusto Boal e Sábato Magaldi. (Patriota e Ramos. Um artista engajado na luta contra a ditadura militar. Revista Fenix. Dossiê "Teorias do Espetáculo e da Recepção")
Como jornalista, no jornal Correio do Povo, de Porto Alegre, entre 1957 e 1959, escreveu sobre teatro, cinema e cultura. Atividade que continuará em alguns importantes órgãos da imprensa de resistência nas décadas de 70 e 80, como Opinião; Movimento; Revista Civilização Brasileira; A Voz da Unidade; Argumento; Debate & Crítica, etc.

### São Paulo
Muda-se para São Paulo em 1963, com a atriz Ítala Nandi, quando ambos se ligam ao Teatro Oficina. Também atuou no Teatro de Arena, no final dos anos 60.
Fernando Peixoto foi autor de ensaios, textos teóricos, tradutor, professor e dirigente de coleções nas editoras Paz e Terra e Hucitec, marca um dos raros casos de simultaneidade na produção artística e teórica.
Foi professor de direção teatral no curso de teatro da Escola de Comunicações e Artes da Universidade de São Paulo entre 1973-1975. Traduz os livros O Teatro e Sua Realidade, de Bernard Dort, em 1977, e Berliner Ensemble: Um Trabalho Teatral em Defesa da Paz, em 1985; além de muitos textos dramáticos, como Pequenos Burgueses, Vassa Geleznova, Um Mês no Campo, D. Juan, Mortos Sem Sepultura, Tupac Amaru, Na Selva das Cidades, sendo um dos organizadores da edição do Teatro Completo de Brecht no Brasil, para a qual traduz diversas peças.
O Ministro da Cultura Interino Vitor Ortiz, em nota oficial, de 15 de janeiro de 2012, afirma: “O Brasil acaba de perder um dos seus maiores pensadores de teatro. As reflexões de Fernando Peixoto sobre o teatro internacional e sua contribuição ao teatro brasileiro na segunda metade do século 20 foram fundamentais” (Blog Estadão: morre o ator Fernando Peixoto).

## Influências
| “ | O Ruggero (Jacobi) foi a pessoa que formou a minha cabeça em todos os sentidos. Foi um grande amigo, além de ser professor, e fez esse curso (de direção teatral) para mim e para o Armando para desenvolver internamente uma inquietação que nos levasse a nos transformar, realmente, em diretores. Foi quem me formou artisticamente, culturalmente, quem me formou inclusive politicamente. Ele me deu para ler pela primeira vez Marx, Engels, a Estética de Hegel, me deu Brecht pela primeira vez, me explicou o que era o teatro político, Piscator... Foi quem me formou e quem me pôs na cabeça uma coisa que acho essencial para a minha trajetória como diretor. É uma postura pessoal, não é uma regra, mas é a forma como eu vejo o teatro. (In Silvana Garcia 2002, pg. 78) | ” |

## Crítica Teatral
Carlos e Olga Reverbel convidam Fernando para iniciar a coluna de crítica teatral em Porto Alegre. Foram oito anos de jornalismo diário em Porto Alegre afirma Peixoto. A sua primeira coluna publicada foi no Suplemento Literário do Correio do Povo, em Porto Alegre, setembro de 1956. Em 1957 assume a coluna teatral diária do jornal Folha da Tarde, da mesma empresa do Correio do Povo, agora com artigos, críticas, entrevistas, reportagens. Em 1958 viaja a São Paulo, enviado pelo jornal, para cobrir o  movimento teatral nesta cidade pela primeira vez. Em 1962, em nova viagem à São Paulo, após publicação de longa entrevista em O Estado de S. Paulo a Sábato Magaldi, sobre o movimento teatral em Porto Alegre, é convidado a participar do Teatro Oficina por Zé Celso (Marilia Balbi, pgs, 27 e 28).

## Descobrindo Brecht
Fernando descreve que descobrira Brecht quando ele e Zé Celso veem o espetáculo do Berliner Ensemble em Berlim. Assim pensaram em "montar Galileu Galilei e o fizemos depois de O Rei da Vela, em 1968". Entretanto Peixoto considera que foi com Na Selva das Cidades, de Brecht, que Zé Celso fez uma das suas direções mais brilhantes (Depoimento Em Cena Aberta).

## DirigindoUm Grito Parado no Ar
Um dos grandes sucessos de Fernando Peixoto foi a Montagem de Um Grito Parado no Ar, produção da Othon Bastos Produções Artísticas, em 1974. Fernando Peixoto conta o processo de ensaio (trechos).
| “ | Estruturei o espetáculo sem me preocupar com a elaboração de uma rigidez formal. Não existia pré-estabelecida pela direção uma organização cênica em termos de espaço ou de linguagem visual. Os atores improvisavam seus movimentos, que a cada dia eram determinados por motivações interiores e pela compreensão do verdadeiro conteúdo de seus relacionamentos, uns com os outros. Numa primeira fase de trabalho analisamos minuciosamente o texto. Não só para descobrir o seu significado, mas para fixar sua estrutura dramática e cênica, seus movimentos internos e externos, a condução de seus temas, os momentos da ação, a progressão ou a eventual interrupção da mesma. Adquirimos com esse exercício uma consciência clara do movimento dinâmico e ideológico dos personagens em comparação com a realidade e com os modelos vivos que conhecemos. (...) Em 124 cenas determinávamos o conteúdo de cada uma. Às vezes a cena era apenas uma frase ou uma palavra, outras vezes, apenas o silêncio. No estudo das entrelinhas, das pausas, do não-dito, do sugerido. Depois partimos para a fixação do comportamento dos personagens, da forma histórica como se relacionam entre si em cada situação específica. Assim estruturei o espetáculo. O resto ficou livre: a exteriorização formal pode e deve ser reinventada a cada dia. E era permanentemente reestimulada pela realidade cotidiana, pela participação ativa na vida, como cidadãos e homens de teatro. Para quem fazia o espetáculo, ler o jornal diariamente era uma forma de ensaio. Nos laboratórios os atores-personagens se descobriam a si mesmos e, ao mesmo tempo,minados por seus problemas pessoais, pela crise financeira que os destrói e pelo terror psicológico que os castra, descobrem também a sua impotência. (...) Em alguns ensaios eu me sentia diretor de tráfico e conselheiro espiritual: reunia o elenco apenas para resolver problemas de circulação e aconselhava ou apoiava, sem nada impor, uma ou outra ideia. Juntos fomos, pouco a pouco, encontrando as soluções cênicas. Foram tantos momentos. Teve uma cena em que Othon Bastos faz um monólogo central da peça de costas para a plateia, dirigindo-se de frente a seus companheiros de elenco, atinge uma força cênica que nunca seria possível se estivesse de frente para o público. Mas quando ergue o corpo assassinado da estudante baleada na rua, seu primeiro movimento é encarar em silêncio o público. Balbi, Marilia. Depoimento: Fernando Peixoto: Em Cena Aberta. Imprensa Oficial São Paulo | ” |

## Espetáculos em Porto Alegre
- Feliz Viagem a Trenton, de Thornton Wilder, em 1954. Teatro Universitário, direção   de   Carlos   Murtinho.
- O Muro, de Jean-Paul Sartre, em 1955. Teatro Universitário, direção   de   Carlos   Murtinho.
- Uma Mulher e Três Palhaços, de Marcel Achard, direção de Silva Ferreira.
- Egmont, de Goethe, direção de Ruggero Jacobbi, em 1958, Escola de Arte Dramática.
- Electra, de   Sófocles, direção de Ruggero Jacobbi, Escola de Arte Dramática.
- O   Corvo, de Carlo   Gozzi, direção de Ruggero Jacobbi, em 1958, Escola de Arte Dramática.
- Matar, de Paulo Hecker Filho, em 1959, Porto Alegre. Direção Fernando Peixoto (primeira direção).
- Canto da Cotovia, de Jean Anouilh, direção e cenários de Gianni Ratto, do Teatro Maria Della Costa - TMDC, em 1957 (participação na excursão a Porto Alegre). Primeira participação como profissional.
- Anjo de Pedra, de Tennessee Williams, direção de Benedito Corsi, Teatro Brasileiro de Comédia - TBC, (participação na excursão à Porto Alegre).
- Leonor de Mendonça, direção de Flávio Rangel, Teatro Brasileiro de Comédia - TBC, 1960 (participação na excursão a Porto Alegre).
- Panorama Visto da Ponte, direção de Alberto D'Aversa, Teatro Brasileiro de Comédia - TBC, em 1960 (participação na excursão à Porto Alegre);
- Mãe Coragem, de Bertolt Brecht, Ruth Escobar, 1960, direção de Alberto D’Aversa (excursão a Porto Alegre).
- Pedro Mico, de Antonio Calado, Teatro de Equipe, em 1961, direção.

## Teatro em São Paulo

### Teatro Oficina
- Quatro num Quarto, de Valentin Kataev, com direção de Maurice Vaneau, em 1962. Dir. José Celso Martinez Corrêa. Deixa a companhia em 1970.
- Pequenos Burgueses, de Máximo Gorki, em 1963. Dir. José Celso Martinez Corrêa.
- Andorra, de Max Frisch, em 1964.. Dir. José Celso Martinez Corrêa.
- O Rei da Vela, de Oswald de Andrade (1890 - 1954), em 1967. Dir. José Celso Martinez Corrêa.
- Galileu Galilei, de Bertolt Brecht, em 1968. Dir. José Celso Martinez Corrêa.
- Na Selva das Cidades, de Bertolt Brecht, em 1969, Dir. José Celso Martinez Corrêa. Deixa a companhia em 1970.

### Teatro de Arena de São Paulo
(Depoimento Em Cena Aberta)
- Arena Conta Zumbi, de Gianfrancesco Guarnieri e Augusto Boal. Apresentado em São Paulo e excursão a Nova Iorque, Peru e México 1970. Elenco Lima Duarte, Isabel   Ribeiro,   Fernando Peixoto, Zezé Macedo, Cecília Thumin etc.
- Arena Conta Bolívar, de Augusto Boal. Excursão aos Estados Unidos (Nova Iorque, Berkeley, São Francisco, Kent, Cleveland, Kansas City, Búfalo, Chapaqua), Peru (Lima) e México (Puebla, Guanaguato, Guadalajara, Monte Rei, Leon, São Luis de Porto Si e Morela) . 1970. Censurado e nunca encenado no Brasil (Depoimento...). Elenco Lima Duarte, Renato Consorte, Cecília Thumin, Isabel Ribeiro, Hélio Ary, Zezé Motta  (Cartaz em Depoimento: Em Cena Aberta).
- 'Tambores da Noite, de Bertolt Brecht, em 1972. Núcleo 2 do Teatro de Arena [formado por Edson Santana, Celso Frateschi, Margot Bairdi, Dulce Muniz, Denise Del Vecchio, Renato Dobal, Abraão Farc, Antonio Pedro. Teatro São Pedro (sala pequena). Co-Produção Núcleo 2 do Teatro de Arena com o Studio São Pedro (Guerra pg. 106).
- A Semana - Esses Intrépidos Rapazes e Sua Maravilhosa Semana de Arte Moderna, de Carlos Queiroz Telles em 1972. Núcleo 2 do Teatro de Arena. Teatro São Pedro (sala pequena). Elenco: Antonio Pedro, Walter Santos, Denise del Vecchio, Renato Dobal, Paulo Ferreira, Dulce Muniz, Celso Frateschi, Cecilia Rabelo, Margot Baird etc. Co-Produção Núcleo 2 do Teatro de Arena com o Studio São Pedro (Guerra pg. 106).

### Outros espetáculos
- A Cerimônia do Adeus, de Mauro Rasi (personagem Jean-Paul Sartre), direção de Ulysses Cruz, em 1989.
- O Inspetor Geral de Gogol, dir. Antônio Abujamra, em 1994, no Teatro Popular do Sesi - TPS.
- Vassah: a Dama de Ferro, de Máximo Gorki, Trad. Peixoto e Kusnet. Teatro Sérgio Cardoso, Ítala Nandi Produções, 2001.

### Direção
- O Poder Negro, de LeRoi Jones (Amiri Baraka), em 1968, Teatro Oficina.
- D. Juan, adaptação de Molière, em 1970, Teatro Oficina.
- Tambores da Noite, de Bertolt Brecht, em 1972. Núcleo 2 do Teatro de Arena. Teatro São Pedro (sala pequena).
- A Semana - Esses Intrépidos Rapazes e Sua Maravilhosa Semana de Arte Moderna, de Carlos Queiroz Telles em 1972. Núcleo 2 do Teatro de Arena. Teatro São Pedro (sala pequena).
- Frei Caneca, de Carlos Queirós Telles, 1972. Teatro São Pedro.
- O Processo de Joana d’Arc, de Brecht, na Escola de Arte Dramática da Universidade São Paulo - Pavilhão B9.
- Frank V, de Dürrenmatt, em 1973; Companhia Beatriz e Maurício Segall. Teatro São Pedro.
- Um Grito Parado no Ar, de Gianfrancesco Guarnieri, em 1973
- Calabar, texto de Chico Buarque e Ruy Guerra, (produção carioca de Fernando Torres, proibida poucos dias antes da estreia)
- Ponto de Partida de Gianfrancesco Guarnieri, em 1976
- Mortos Sem Sepultura, de Jean-Paul Sartre, em 1977
- Terror e Miséria do III Reich, de Bertolt Brecht, em 1979, Teatro de Arena de São Paulo.
- Calabar (liberado pela censura) produção de Othon Bastos e Martha Overbeck, em parceria com Renato Borghi. in Enciclopédia Itaú Cultural.

### Direção de ópera e outros eventos musicais
- Werther, de Massenet, em 1979.
- Você Conhece Eisler? ou Se os Tubarões fossem Homens, com Martha Herr (soprano) e Caio Pagano (piano), e obras e canções de Bertolt Brecht e Hanns Eisler, no MASP, São Paulo, em 1981.
- Wozzeck, de Alan Berg, em 1982.
- Drama per Musica - Concerto de Inauguração do Instituto Goethe em São Paulo (em conjunto com Willy Corrêa de Oliveira e alunos da ECA-USP), com textos de Bertolt Brecht, a 21 de agosto de 1983.
- O Navio Fantasma (O Holandês voador), de Wagner, em 1984.
- Lo Schiavo, de Carlos Gomes.
- Madame Butterfly, de Puccini, em 1986.
- Café, música de Koellreuter e libreto de Mário de Andrade, em Santos, 1996.
- Brecht & Eisler 100 anos – com Andrea Kaiser (soprano) e Rubens Russomanno Ricciardi (piano). Programa com canções de Brecht-Eisler, Brecht-Brecht, Eisler-Eisler, Eisler-Tucholski, Brecht-Weill, Eiler-Pablo Neruda-Brecht, Eisler-Julian Arendt, etc. – Apresentações no Theatro Pedro II em Ribeirão Preto (13 de agosto), Instituto Goethe em São Paulo (19 de agosto), Teatro Municipal de Santos (23 de agosto) pelo XXXIV Festival Música Nova "Gilberto Mendes"; e pelas Quintas Musicais do Instituto Goethe em Porto Alegre (10 de setembro), em 1998.

### Luta pelas liberdades democráticas
Foi também diretor artístico dos shows pela democracia no Brasil, realizados como protesto nos tempos da ditatura militar, ao final dos anos setenta, com a participação de Chico Buarque, Milton Nascimento, Quinteto Violado e outros grandes artistas nacionais.

### Atuação
Como ator, participou de várias montagens no Teatro Oficina, se destacando em Galileu Galilei de Bertolt Brecht (personagem Andréa Sarti, discípulo do personagem principal), Rei da Vela de Oswald de Andrade (personagem Abelardo II) e Pequenos Burgueses (Máximo Gorki) - (Patriota e Ramos. Um artista engajado na luta contra a ditadura militar. Revista Fenix. Dossiê Teorias do Espetáculo e da Recepção).

## Cinema (atuação)
- Bebel, Garota Propaganda, de Maurice Capovilla, em 1967.
- Gamal - o Delírio do Sexo, de João Batista de Andrade, em 1969.
- Fogo Morto, de José Lins do Rego, dir. Marcos Farias em 1975.
- O Predileto, de Roberto Palmari, em 1975.
- A Queda, dir. Ruy Guerra, em 1976.
- Doramundo, dir. João Batista de Andrade, em 1977.
- O Homem do Pau-Brasil, dir. Joaquim Pedro de Andrade, em 1980.
- Eles não Usam Black-tie, dir. Leon Hirszman, em 1980.
- O Beijo da Mulher-Aranha, dir. Hector Babenco, em 1984.
- Faca de Dois Gumes, dir. Murilo Salles, em 1988.

## Publicações
Vinte e quatro livros:
- Brecht, Vida e Obra (1968, segunda edição ampliada 1974) José Álvaro Editor; Editora Paz e Terra (2ª. e 3ª  Ed).
- Maiakóvski, Vida e Obra (1969) José Alvaro, 2ª. Ed. Paz e Terra.
- Sade: Vida e Obra (1979) Paz e Terra.
- O Que é Teatro (1980) Brasiliense.
- Teatro em Pedaços 1959-1977 (1980) Hucitec.
- Brecht: Uma Introdução ao Teatro Dialético (1981), Paz e Terra.
- Documento Secreto da Política Reagan para a América Latina (1981), Hucitec.
- Cuba 1981. Encontro de Intelectuais (1982) Hucitec.
- Teatro Oficina. Trajetória de uma Rebeldia (1982) Brasiliense.
- Vianninha: Teatro, Televisão, Política (1983) Brasiliense (org).
- Georg Buchner: A dramaturgia do Terror (1983) Brasiliense.
- Teatro em Movimento (1985) Brasiliense.
- Ziembinski e o Teatro Brasileiro. (1995) Hucitec. Livro de Yan Michalski, finalizado por Peixoto, após a morte do crítico do Jornal do Brasil.
- Ópera e Encenação (1985) Paz e Terra.
- Brecht no Brasil (1987) Paz e Terra.
- Nicarágua: Por uma Cultura Revolucionária (1987) Hucitec.
- Teatro em Questão (1989) Hucitec.
- Hollywood: Episódios da Histeria Anticomunista (1991) Paz e Terra.
- O Melhor Teatro do CPC da UNE (1989) Global.
- Um Teatro Fora do Eixo (1997) Hucitec.
- Teatro em Aberto (1997) Hucitec.
- Reflexões Sobre o Teatro Brasileiro (1963-1982) de Yan Michalski. (2004), organização F. Peixoto. Funarte (seleção de críticas).
- A História Invade A Cena (2008) Hucitec, em conjunto com Alcides Freire e Rosângela Patriota.
- Balbi, Marilia. Depoimento: Fernando Peixoto: Em Cena Aberta. Imprensa Oficial São Paulo cópia gratuita.

## Premiações
- Associação Paulista de Críticos de Arte (APCA) e Prêmio Moliére em 1973 pelas direções de Um Grito Parado no Ar de Gianfrancesco Guarnieri e Frank V de Friedrich Dürrenmatt.
- Medalha e diploma de mérito cultural, concedido pela Prefeitura Municipal de Porto Alegre 1985 - RS
- Prêmio Inacem 98, do Instituto Estadual de Artes Cênicas da Secretaria de Estado da Cultura do Rio Grande do Sul 1998

## Traduções
- Teatro Completo de Brecht (org.) Editora Paz e Terra, 12 vols. 1995.
- O Teatro e Sua Realidade, de Bernard Dort, Editôra Perspectiva em 1977.
- Berliner Ensemble: Um Trabalho Teatral em Defesa da Paz, Ed. Hucitec, em 1984.
- Textos Teatrais (seleção): Pequenos Burgueses, Vassa Geleznova, Um Mês no Campo, D. Juan, Mortos Sem Sepultura, Tupac Amaru, Na Selva das Cidades

## Acervo
Seu acervo artístico está sendo processado pelo Núcleo de Estudos em História Social da Arte e da Cultura (NEHAC) da Universidade Federal de Uberlândia, sob a coordenação de Alcides Freire Ramos e Rosangela Patriota. Alguns resultados deste trabalho podem ser vistos na Revista Fênix.

## Artigos sobre sua produção artística
- PATRIOTA, R. e RAMOS, Alcides, A. Sob o Signo da Estética do Lixo: Fernando Peixoto, Maurício Capovilia e João Batista de Andrade Revista Fênix.
- COSTA, Rodrigo Freitas Apropriações e Historicidade de Tambores da Noite no Brasil de 1972... Revista Fênix
- LEAL, Eliane. O Nacional-Popular entra em cena na obra Ensaios do Nacional-Popular no Teatro Popular Brasileiro Moderno. Revista Fênix
- PATRIOTA, R. e RAMOS, Alcides. Um Artista Engajado na luta contra a Ditadura Militar (1964-1985) artigo na Revista Fênix . Dossiê Teorias do Espetáculo e da Recepção, 2006.
- PATRIOTA, Rosangela; RAMOS, Alcides Freire. Engajamiento artístico y la resistencia democrática brasileña: temas históricos en Frei Caneca (1972, Carlos Queiroz Telles / Fernando Peixoto) y Os Inconfidentes (1972, de Joaquim Pedro de Andrade). Naveg@merica (Murcia), v. 5, p. 1-21, 2010.
- PATRIOTA, Rosangela. História, cena e dramaturgia: Sartre e o Teatro Brasileiro. Nuevo Mundo-Mundos Nuevos, v. 7, p. 1-20, 2007.
- PATRIOTA, Rosangela. Arte e Resistência em Tempos de Exceção. Revista do Arquivo Público Mineiro, Belo Horizonte - MG, v. 1, n. 1, p. 120-133, 2006.
- PATRIOTA, Rosangela. Empresas, Companhias e Grupos Teatrais no Brasil da década de 1960 e 1970: Indagações Históricas e Historiográficas. ArtCultura (UFU), Uberlândia - MG, v. 5/6, n. 7/8, p. 120-131, 2004.
- PATRIOTA, Rosangela. Temas e Encenações da Resistência Democrática: na ribalta a participação de Fernando Peixoto (PUBLICADO NO 2º/2005). Revista da Fundarte, Montenegro - RS, v. IV, n. 8, p. 28-38, 2004.
- PATRIOTA, Rosangela. A Cena Tropicalista no Teatro Oficina (São Paulo). História (São Paulo), São Paulo - SP, v. 22, n. 1, p. 135-163, 2003.
- PATRIOTA, Rosangela. Espaços cênicos e políticos em São Paulo nas décadas de 1960 e 1970: Teatro de Arena - Teatro Oficina - Teatro São Pedro. ArtCultura (UFU), Uberlândia - MG, v. 4, n. 4, p. 163-172, 2002.
- PATRIOTA, Rosangela; RIBEIRO, Nádia Cristina; VIEIRA, T. L. Diálogos com a arte engajada: o teatro no século XX. ArtCultura (UFU), Uberlândia - MG, v. 4, n. 4, p. 123-131, 2002.
- PATRIOTA, Rosangela. Teatro de Arena de São Paulo: dimensões estéticas e políticas da luta contra a ditadura militar. Site do NEHAC na Internet, p. 01-10, 2002.
- PATRIOTA, Rosangela. A politização do teatro: o instigante e desafiador diálogo entre criação e engajamento. OPSIS (UFG), Catalão - GO, v. 1, n. N/C, p. 40-56, 2001.
- PATRIOTA, Rosangela. O texto e a cena - aspectos da história da recepção: 'O Rei da Vela'(Oswald de Andrade) em 1967 e no ano 2000. Cultura Vozes, Petrópolis - RJ, v. 95, n. 4, p. 3-24, 2001.
- PATRIOTA, Rosangela ; RAMOS, Alcides Freire; NASSER, F. Personagens do Teatro Brasileiro: Fernando Peixoto e Walderez de Barros. Cultura Vozes, Petrópolis - RJ, v. 94, n. 3, p. 171-190, 2000.

## Livros sobre seu trabalho artístico
- BALBI, Marília. Em cena aberta. São Paulo: Imprensa Oficial, 2009. https://aplauso.imprensaoficial.com.br/edicoes/12.0.813.218/12.0.813.218.pdf
- CARDOSO, Maria Abadia Mortos sem sepultura: Diálogos cênicos entre Sartre e Fernando Peixoto. SP: Hucitec, 2011 (estudo sobre a peça Mortos sem sepultura (1946), de Jean-Paul Sartre, encenada em 1977)
- COSTA, Rodrigo de Freitas. Tambores na Noite: a dramaturgia de Brecht na cena de Fernando Peixoto. SP: Hucitec, 2011.
- Fernando Peixoto e a Cena Teatral da Resistência Democrática: História - Memória - Engajamento. São Paulo: Hucitec (no prelo).

## Teses e dissertações
- Rodrigues, Victor Miranda Macedo. Fernando Peixoto como crítico teatral na imprensa alternativa: OPINIÃO (1973-1975) E MOVIMENTO (1975-1979). 2008. Mestrado em História - Universidade Federal de Uberlândia. Orientador: Rosangela Patriota Ramos.

- Martins, Christian Alves Calabar" - os preparativos daquela que não aconteceu e o espetáculo de 1980  Doutorado em História. Universidade Federal de Uberlândia. Orientador: Rosangela Patriota Ramos (em finalização).